# Alluvione del Piemonte del 2000
L'alluvione del Piemonte del 2000 fu, insieme all'alluvione del Tanaro del 1994, all'alluvione del Piemonte del 2008 e all'alluvione del Piemonte del 2016, una delle peggiori inondazioni a colpire il Piemonte in tempi moderni, l'inondazione si abbatté nella zona tra il 13 e il 17 ottobre del 2000. A differenza dell'evento del novembre 1994, le forti precipitazioni interessarono soprattutto il nord della regione nelle zone della Val di Susa, Valli di Lanzo, Canavese, Ossola e tutta la regione Valle d'Aosta, coinvolgendo dunque tutto il bacino del Po, che ha prodotto una piena secolare insieme a tutti i suoi affluenti di sinistra. Marginali invece gli effetti sul bacino del Tanaro nel sud della regione. Ad eventi conclusi il bilancio fu di 24 morti, 128 feriti, 4 dispersi e circa 50.000 sfollati.

## Cronologia degli eventi
La protezione civile, sul finire del settembre del 2000, dichiarò che presto in Piemonte e in Valle d'Aosta si sarebbero abbattuti nubifragi con conseguenze molto pesanti tra la seconda e la terza settimana di ottobre. 
Il tratto alto del fiume Po sarà interessato dall'evento alluvionale a partire dal 14 ottobre 2000 presso Carignano mentre notevoli danni avverranno nella valle dell'affluente di sinistra Pellice e il sub-affluente Chisone; nel tratto medio invece, presso l'area metropolitana di Torino verrà alluvionata in parte la città di Moncalieri per lo straripamento congiunto del Po e del suo affluente Sangone; a Torino vengono sommersi dall'acqua la zona dei Murazzi e il parco del Valentino, e, a causa dello straripamento della Dora Riparia un'ampia fetta del quartiere di Borgo Dora. 
Più a valle a subire seri danni dalla piena del Po sarà il comune di San Mauro Torinese; ricevuti poi in questo tratto gran parte degli affluenti di sinistra drenanti la zona del Canavese e la Valle d'Aosta, la piena del Po diviene davvero imponente e incontenibile, tanto da causare nuovamente il crollo del suo argine di sinistra presso Palazzolo Vercellese, sommergendo quasi completamente (come già avvenuto nel 1994 ma con conseguenze e danni assai maggiori) i comuni di Trino e Morano sul Po. 
Da qui poi l'esondazione investirà, sempre come nel 1994 la frazione Popolo di Casale Monferrato, e inaspettatamente, visto che non era mai accaduto prima, anche il quartiere Oltreponte, zona a pochissimi passi dal centro storico cittadino, subito a ridosso della riva sinistra del Po. Subito a Valle di Casale il Po occuperà poi per intero l'area golenale rimanendo però entro gli argini sino alla confluenza con l'affluente di destra Tanaro presso Bassignana. Da qui la piena proseguirà in Lombardia, Emilia-Romagna e Veneto superando tutti i valori raggiunti nel 1994 e in alcuni tratti anche quelli raggiunti durante la disastrosa alluvione del Polesine del novembre 1951 senza causare però danni particolari.

## Valori di piena
Davvero elevati sono stati i valori di piena toccati dal fiume in Piemonte: a Torino circa 2.300 m³/s, assai superiore a quella toccato durante l'alluvione del 1994 (1.500 m³/s);
Ancor più eccezionali i valori di piena che verranno raggiunti più a valle del Torinese a causa dell'apporto delle piene secolari di tutti gli affluenti di sinistra del Po provenienti dall'estremo nord della regione e dalla Valle d'Aosta: 8.000 m³/s a Casale Monferrato valore assai superiore a quello del 1994; oltre 10.000 a Valenza valore mai raggiunto prima, oltre 12.000 dopo la confluenza col Ticino presso il Ponte della Becca in Lombardia. 
Questi invece i valori indicativi raggiunti dagli affluenti: Dora Riparia 800 m³/s, Stura di Lanzo 2.200 m³/s, Malone 800 m³/s, Orco 2.000 m³/s e Dora Baltea 3.200 m³/s (che ha devastato buona parte dei centri valdostani lungo il suo corso e inondato in Piemonte la parte bassa della città di Ivrea). Importante ma non da record la piena del Sesia con oltre 3.000 m³/s; eccezionale invece la piena del Ticino e quella del suo affluente Toce che, dopo aver causato gravi danni in Val d'Ossola, contribuirà con il Ticino stesso a far raggiungere al lago Maggiore livelli mai toccati nel secolo sommergendo tutti i centri rivieraschi.

## Bilancio
Gli eventi si conclusero il 16 ottobre in buona parte del Piemonte e la sera del 17 ottobre 2000 nel resto della zona e nella Valle d'Aosta, con un drammatico bilancio: 24 vittime e 4 dispersi, vi furono 128 feriti e furono sfollate dalle zone colpite dall'alluvione circa 50.000 persone, molte di più rispetto all'alluvione del 1994.